# Larak
Larak, Larag (sum. la.ra.agki, akad. Larak) – starożytne miasto w południowej Mezopotamii, nierozpoznane archeologicznie (jego identyfikacja ze stanowiskiem Tall al-Wilāja nie została potwierdzona). Pewne przesłanki w tekstach zdają się wskazywać, iż leżeć mogło w pobliżu innego starożytnego miasta Isin. W Sumeryjskiej liście królów wymienione jako siedziba jednej z przedpotopowych dynastii królewskich.

## Legendarne Larak
Literatura mezopotamska umieszcza początki Larak w legendarnym okresie przed potopem. Według Sumeryjskiego mitu o potopie było ono trzecim (po Eridu i Bad-tibirze) z pięciu miast założonych przez bogów. Ten sam mit podaje też, iż na opiekuna Larak wybrany został bóg Pabilsag. W innym micie, Podróży Pabilsaga do Nibru, znajduje się następujący fragment poświęcony temu bogu i miastu Larak:
„Pabilsag, dziki byk o brązowych udach, którego dom jest szlachetny! Jego dom, dom Larag, jest szlachetny, jego dom jest szlachetny! Jego miasto, potężne miasto, jest dostatnie, a jego dom jest szlachetny! Dom wojownika to dom Larag...”
W Sumeryjskiej liście królów Larak występuje jako siedziba trzeciej z przedpotopowych dynastii królewskich, której jedyny przedstawiciel, Ensipaziana, panować miał przez 28800 lat.

## Historyczne Larak
W tekstach o charakterze historycznym z III i II tys. p.n.e. Larak wzmiankowane jest bardzo rzadko, natomiast częściej pojawia się w tekstach literackich i religijnych. W tych ostatnich występuje z reguły w powiązaniu z miastem Isin, co wydaje się zrozumiałe, biorąc pod uwagę fakt, iż Pabilsag, boski opiekun Larak, uważany był w mitologii mezopotamskiej za małżonka Ninisiny, boskiej opiekunki miasta Isin. Ta miała nawet w Larak swą świątynię, zwaną E-aszte (sum. é.aš.te, tłum. „Dom tronu”), o której istnieniu wspominają teksty liturgiczne.
Larak nie pojawia się w sumeryjskich hymnach świątynnych, nie ma go również w babilońskich tekstach wyliczających miasta i istniejące w nich świątynie (np. brak o nim wzmianki w prologu Kodeksu Hammurabiego). Wspomina o nim jednak Lament nad upadkiem Ur, gdzie Larak wymieniane jest pomiędzy Eridu i Ummą pośród miast opuszczonych przez bogów. O istnieniu Larak w okresach starobabilońskim i średniobabilońskim (II tys. p.n.e.) świadczy występowanie nazwy tego miasta w imionach własnych poświadczonych w dokumentach z tych okresów (np. Šū-La-ra-ak, tłum. „Ten z Larak”, czy La-rak-zēra-ib[ni], tłum. „Larak stworzyło nasienie”). Jeden z dokumentów z Isin z okresu średniobabilońskiego wymienia też jako świadka kapłana šangû (sum. lú.é.bar) z miasta Larak (La-ra-ki). 
Więcej wzmianek o Larak znaleźć można w tekstach z 1 połowy I tys. p.n.e. W mocno uszkodzonym dokumencie opisującym panowanie Nabu-szuma-iszkuna (760-746 p.n.e.), króla Babilonii, wzmiankowany jest w niejasnym kontekście „gubernator miasta Larak” (lúgar.kur uruLa-rak). W VIII i VII w. p.n.e. Larak kilkukrotnie należało do koalicji antyasyryjskich, m.in. w czasach asyryjskich królów Tiglat-Pilesera III (744-727 p.n.e.), Sargona II (722-705 p.n.e.) i Sennacheryba (704-681 p.n.e.). Zgodnie z rocznikami Sennacheryba w tym okresie leżeć ono miało na ziemiach należących do chaldejskiego plemienia Bit-Amukkani. 
O Larak wspominają jeszcze teksty z okresu panowania Achemenidów, które mówią o tym mieście jako o leżącym „nad brzegiem starego Tygrysu”.
W pozamezopotamskiej tradycji hetyckiej przetrwała informacja o królu Ur-Laraku (sum. ur.la.ra.ak) pochodzącym z miasta-państwa Larak (sum. KUR urula.ra.ak), który miał być jednym z przeciwników Naram-Sina z Akadu.